# 大野豐
大野 豐（1955年8月30日 -  ）為日本的棒球選手、教練與棒球解說員，出生於島根縣出雲市。他曾效力於日本職棒廣島鯉魚等，守備位置為投手，1998年退休，生涯通算148勝。